# 3-Pentanon
3-Pentanon ist eine farblose Flüssigkeit mit süßlich-acetonähnlichem Geruch und zählt zur Verbindungsklasse der Ketone.

## Gewinnung und Darstellung
3-Pentanon kann durch Hydroformylierung von Ethen mit Kohlenmonoxid und Wasserstoff gewonnen werden. Die Selektivität zwischen den zwei möglichen Produkten (3-Pentanon und Propanal) kann durch die Wahl geeigneter Katalysatoren und Bedingungen zum 3-Pentanon hin verschoben werden.
Ein weiterer Syntheseweg geht über die Umsetzung von Propionsäure mit Mangandioxid als Katalysator.
Ferner entsteht es durch Oxidation von 3-Pentanol.

## Eigenschaften

### Physikalische Eigenschaften
3-Pentanon ist eine farblose Flüssigkeit, die bei Normaldruck bei 102 °C siedet. Die Dampfdruckfunktion ergibt sich nach Antoine entsprechend log10(P) = A−(B/(T+C)) (P in bar, T in K) mit A = 4,14917, B = 1309,653 und C = −59.032 im Temperaturbereich von 330 bis 484 K. Die Mischbarkeit mit Wasser ist begrenzt. Mit steigender Temperatur sinkt die Löslichkeit von 3-Pentanon in Wasser bzw. steigt die Löslichkeit von Wasser in 3-Pentanon.
| Mischbarkeit zwischen 3-Pentanon und Wasser[9] |         |      |      |      |      |      |      |      |      |      |      |
| Temperatur °C                                  |         | 0    | 9,7  | 19,3 | 30,6 | 40,3 | 50,0 | 60,1 | 70,1 | 80,2 | 90,5 |
| 3-Pentanon in Wasser                           | in Ma-% | 7,68 | 6,25 | 5,30 | 4,24 | 3,86 | 3,62 | 3,43 | 3,30 | 3,16 |      |
| Wasser in 3-Pentanon                           | in Ma-% | 1,57 | 1,77 | 2,00 | 2,51 | 2,49 | 2,81 | 2,98 | 2,99 | 3,69 | 4,10 |

### Sicherheitstechnische Kenngrößen
Das Keton bildet leicht entzündliche Dampf-Luft-Gemische. Die Verbindung hat einen Flammpunkt von 6 °C.  Der Explosionsbereich liegt zwischen 1,6 Vol.‑% als unterer Explosionsgrenze (UEG) und 7,7 Vol.‑% als oberer Explosionsgrenze (OEG). Die Grenzspaltweite wurde mit 0,88 mm (50 °C) bestimmt. Es resultiert damit eine Zuordnung in die Explosionsgruppe IIA. Die Sauerstoffgrenzkonzentration wurde mit 9,0 Mol.–% unter Stickstoff und 11,9 Mol.–% unter Kohlendioxid als Inertgas bestimmt. Die Zündtemperatur beträgt 455 °C. Der Stoff fällt somit in die Temperaturklasse T2.

## Verwendung
3-Pentanon wird als Lösungsmittel und für organische Synthesen verwendet.